# Nicolas Rémy Maire
Nicolas Rémy Maire (1800 - 1878) va ser un il·lustre archetier (qui crea arcs per a instruments) francès.
Maire va néixer a Mirecourt. Va realitzar la seva formació al taller de Lafleur i va fer el seu aprenentatge al taller d'Etienne Pajeot a Mirecourt. L'estil de Maire es va mantenir proper a l'estil de Pajeot.
Va obrir el seu propi taller a Mirecourt el 1826 i va marxar el 1853 per treballar a París. A més de la creació d'arcs de violí de la seva pròpia producció, va treballar per a Gand, Jean-Baptiste Vuillaume i Georges Chanot. Va ser influït per Dominique Peccatte durant la dècada de 1850, sent els seus arcs molt similars als de Peccatte d'aquest període. Maire va passar a un model més lleuger després del 1860, igual que molts altres fabricants del seu temps. No sempre estampava els arcs. Jean Joseph Martin era un dels seus estudiants. La seva obra varia d'estil, però sempre és artesanal. Va morir a París.
| «                   | Maire (com a creador) és un dels favorits entre molts solistes i músics de cambra | » |
| — Gennady Filimonov |                                                                                   |   |